# Австрийский комитет
Австрийский комитет (фр. comité autrichien) — организованный во время французской революции в Тюильрийском дворце круг заговорщиков под управлением Марии-Антуанетты с целью привлечь во Францию иностранные войска для восстановления прав и прерогатив короля.
В начале действий со стороны неприятеля в 1792 году комитет имел сношения с врагами и открыл им все планы кампании французских генералов. Когда действия комитета сделались общеизвестными, народ стал громко выражать требование предать суду короля, королеву и всех «аристократов», заподозренных в измене. Комитет в изобилии снабжал Францию различными пасквилями на новые идеи; он тайно руководил до некоторой степени политикой Франции, задерживал и сообщал самую секретную корреспонденцию короля иностранным правительствам. Людовик XVI сам однажды был вынужден приказать произвести следствие по делу австрийского комитета, из-за опубликования письма, написанного конфиденциально английскому королю. Свои заседания комитет назначал ночью иногда в Сен-Дени, иногда в Отейле (fr:Quartier d'Auteuil), или, наконец, в самом Париже. В то время многие министры были заподозрены в принадлежности к этому комитету.